# Orthoepie
Die Orthoepie, auch Orthoepik, (von altgr. orthoépeia: aus ὀρθός orthós, ‚(auf)recht‘, ‚richtig‘, + epeĩn, ‚sagen‘) ist die zur Orthographie analoge Lehre von bzw. Regelung der normierten Standardlautung einer Standardsprache, frei von regionalen Einflüssen (Standardaussprache). Das deutsche Wort dafür ist Rechtlautung, eine Parallelbildung zu Rechtschreibung für Orthographie, da Ende des 19. Jahrhunderts das „näherliegende“ Rechtsprechung bereits als Verdeutschung für Jurisprudenz etabliert war. Die Halbvorsilbe Recht- zeigt dabei (bei beiden Begriffen) an, dass es sich nicht um eine deskriptive, sondern um ein präskriptive Betrachtung der Sprache handelt.

## Deutsche Sprache
Für die Orthoepie der deutschen Sprache galt seit dem Ende des 19. Jahrhunderts das Lehrbuch der Bühnenaussprache Deutsche Aussprache des Norddeutschen Theodor Siebs als maßgebend. Dieses schrieb einen „hochdeutschen Lautstand mit hauptsächlich niederdeutschen Lautwerten“ vor. Allerdings hatte „der Siebs“ nie einen vergleichbar großen Einfluss in der Orthoepie wie „der Duden“ im Bereich der deutschen Orthographie.
Die heutige Orthoepie des Deutschen orientiert sich nicht mehr an der Bühnenaussprache, sondern hauptsächlich an der Aussprache von Nachrichtensprechern, wobei es in Deutschland (Teutonismus), Österreich (Austriazismus) und der deutschsprachigen Schweiz (Helvetismus) regionale Besonderheiten gibt.